# Shylock

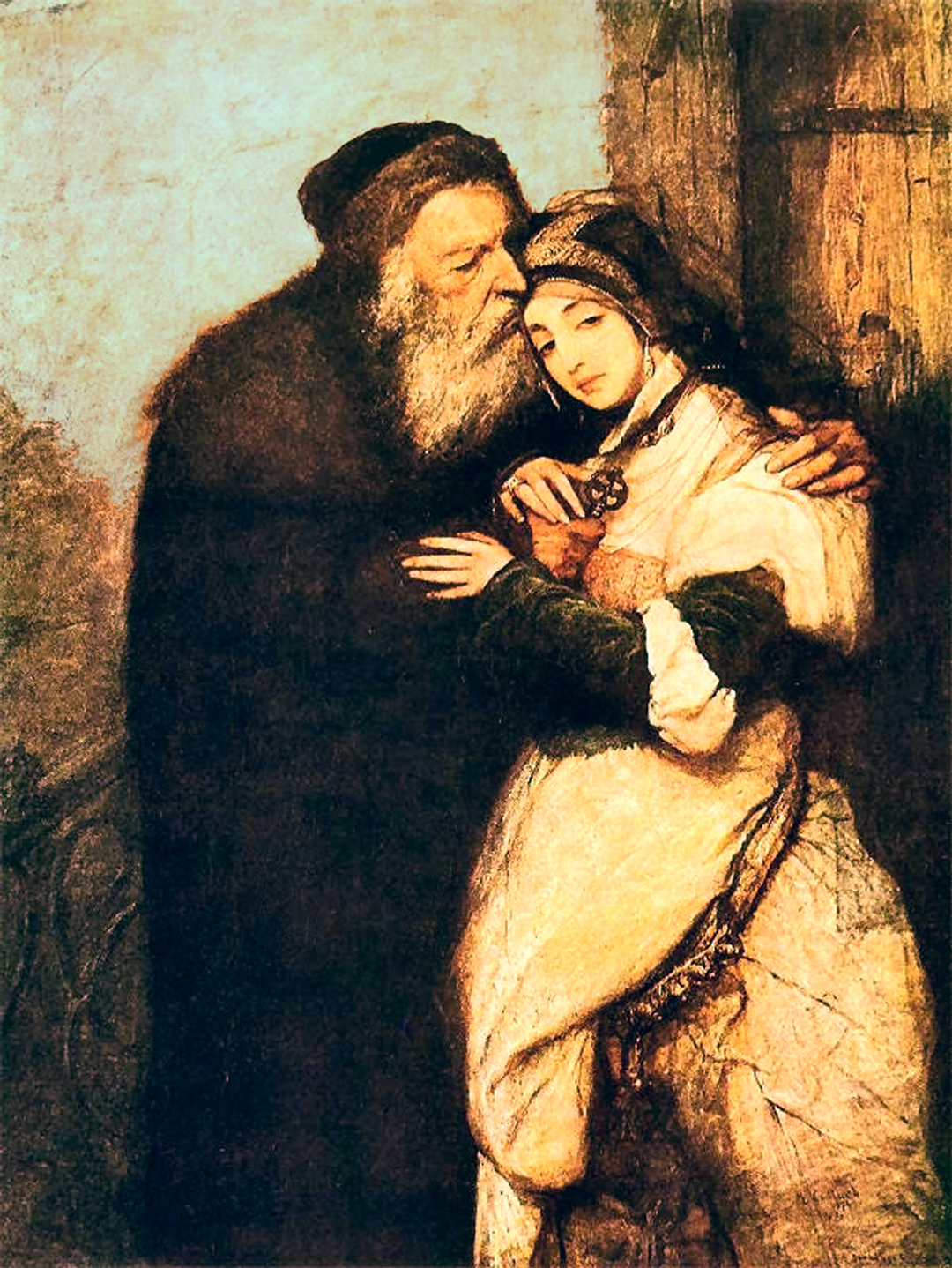
Shylock och Jessica av Maurycy Gottlieb.

Shylock är en central rollfigur i Shakespeares Köpmannen i Venedig. Han är judisk köpman. I pjäsen framställs han som grymt hänsynslös, men han ges också bitterhet över hur judar i allmänhet blir behandlade och betraktade.

## Olika rollgestaltningar
Kända rollgestaltningar av Shylock har bland annat gjorts av: 
- Richard Burbage 1500-talet
- Will Kempe 1500-talet
- Charles Macklin 1741
- Edmund Kean 1814
- William Charles Macready 1840
- Edwin Booth 1861
- Henry Irving 1880
- Laurence Olivier 1973 (TV)
- Al Pacino 2004 (Film)